# ローラ・トロット
ローラ・トロット（Laura Trott、1992年4月24日 - ）は、イングランド、チェズアント出身の自転車競技（トラックレース）選手。

## 来歴
2010年
- ヨーロッパ自転車競技選手権大会（以下、欧州選手権）
  - 団体追抜 優勝（+ ケイティ・コルクラフ、ウェンディ・フーヴナゲル）
- UCIトラックワールドカップ2010-2011
  - カリ - 500mTT 優勝

2011年
- トラックレース世界選手権
  -  団体追抜 優勝（+ ウェンディ・フーヴナゲル、ダニエル・キング）
- 欧州選手権
  - U23部門・個人追抜 優勝
  - U23部門・団体追抜 優勝
  - 団体追抜 優勝（+ ダニエル・キング、ジョアンナ・ロウセル）
  - オムニアム 優勝
- UCIトラックワールドカップ2011-2012
  - カリ - 団体追抜 優勝

2012年
- UCIトラックワールドカップ2011-2012
  - ロンドン - 団体追抜 優勝
- トラックレース世界選手権
  -  団体追抜では、ジョアンナ・ロウセル、ダニエル・キングとともに出場。予選・3分16秒850、決勝・3分15秒720と、いずれも世界新記録を樹立して優勝に貢献。
  -  オムニアム 優勝
- ロンドンオリンピック
  -  団体追抜では、ジョアンナ・ロウセル、ダニエル・キングとともに出場。予選・3分15秒669、1回戦・3分14秒682、決勝・3分14秒051と、いずれも世界新記録を樹立して金メダル獲得に貢献。
  -  オムニアムでは、最終種目の500mタイムトライアルでサラ・ハマーを逆転し金メダル。
- UCIトラックワールドカップ2012-2013
  - グラスゴー - 団体追抜 & オムニアム優勝

2013年
- トラックレース世界選手権
  -  団体追抜 優勝（+ ダニエル・キング、エリノア・バーカー）
  - オムニアム 2位